# Arctia lactescens
Arctia lactescens är en fjärilsart som beskrevs av V Fror. 1941. Arctia lactescens ingår i släktet Arctia och familjen björnspinnare. Inga underarter finns listade i Catalogue of Life.